# Hithaeglir

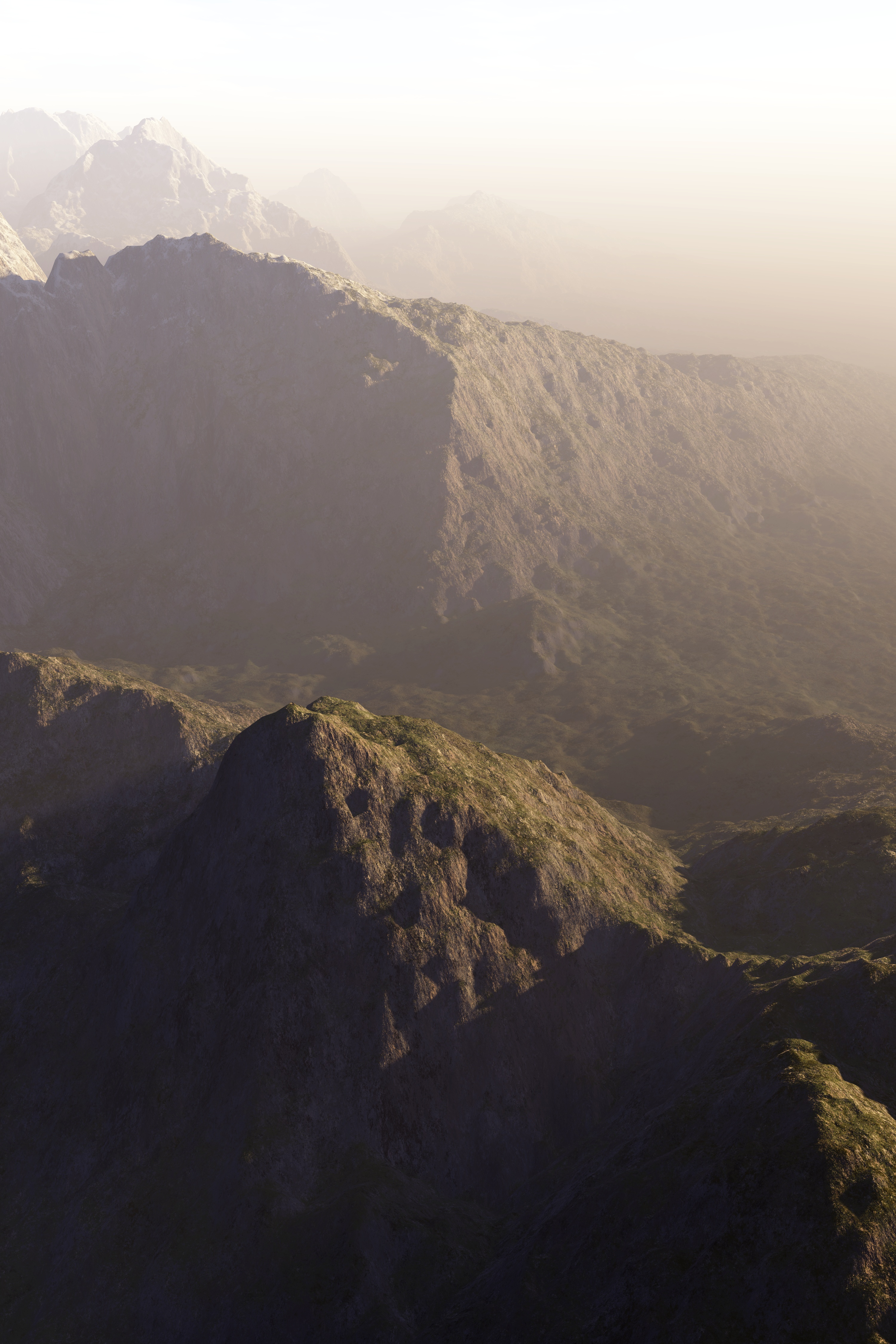
De Nevelbergen

De Hithaeglir (Nederlands: Nevelbergen, Engels: Misty Mountains) is een fictieve bergketen uit de werken van J.R.R. Tolkien.
De keten loopt van de berg Gundabad in het noorden tot aan de Methedras, die vlak boven Isengard ligt. Iets ten zuiden van Gundabad kan bij de pas Cirith Forn de bergrug overgestoken worden. Ten zuiden van Isengard ligt de Kloof van Rohan. In de bergen leven Steenreuzen (ook wel bergreuzen genoemd) en adelaars. Aan de voet van de bergen wonen elfen en onder de bergen leven dwergen en orks.
Volgens de overlevering had de Vala Melkor de Hithaeglir lang geleden opgeworpen als hindernis voor Oromë en de Elfen toen deze laatsten voor het eerst de reis naar Valinor ondernamen.
De Elfenstad Imladris ligt in een westelijke uitloper van de Nevelbergen bij de rivier Bruinen, vlak bij een van de weinige bergpassen waar men relatief veilig de oversteek kon maken: de Andrath of Hoge Pas. In de De Hobbit wordt deze pas dan ook genomen.
Ook in In de ban van de ring moet de bergrug worden overgestoken, maar dat wordt zuidelijker geprobeerd bij de Roodhoornpas, die boven de onderaardse dwergenstad Moria ligt.